# Laurent House
Pour les articles homonymes, voir Laurent et House.
Laurent House ou Kenneth et Phyllis Laurent House est une villa de style moderne-usonia-organique-Prairie School, construite en 1951 par l'architecte américain Frank Lloyd Wright (1867-1959), à Rockford dans l'Illinois aux États-Unis. Elle est inscrite au Registre national des lieux historiques depuis le 28 août 2012, et transformée en musée depuis 2014.

## Historique
Frank Lloyd Wright construit cette villa usonia, conçue pour un client handicapé physique, accessible aux fauteuils roulants, pour ses clients Kenneth Laurent et son épouse Phyllis. Cet ex militaire américain est paralysé des jambes (paraplégique) reconnu handicapé en tant qu'ancien combattant de l'US Navy pendant la Seconde Guerre mondiale,. Les Laurent ont découvert Frank Lloyd Wright avec un article de sa villa Pope-Leighey House de Virginie de la revue d'architecture américaine House Beautiful (en), et sont allés le rencontrer dans sa villa Taliesin East du Wisconsin pour concevoir leur maison.  
La demeure est construite en hémicycle de 240 m², sur un vaste terrain arboré en pente douce de 0,5 hectare, en béton rouge, brique, et bois de cyprès, avec une vaste baie vitrée incurvée de 15 m, deux grandes cheminées, des mobiliers intégrés, un toit-terrasse couvert de gravier, avec terrasse et bassin à carpes koï. Elle est agrandie en 1958 par des disciples de Frank Lloyd Wright. Les Laurent y vivent durant 60 ans, avant que la maison ne soit transformée en musée ouvert au public depuis 2014.